# Pernik
Pernik (bulgariska: Перник) är en stad i västra Bulgarien som ligger cirka 30 km sydväst om Sofia. Staden är den största i regionen (oblast) med samma namn.
Pernik ligger i dalgången som bildas av floden Struma som omges av bergstrakter och kuperade områden. Andra större städer bredvid Sofia som ligger i närheten är Kjustendil (59 km åt sydväst) och Blagoevgrad (70 km åt syd). Pernik ligger vid E79 och vid större järnvägslinjer som sammanlänkar Centraleuropa med Grekland.
Orten var fram till 1800-talet ett mindre samhälle. Under 1890-talet etablerades gruvor som utvinner regionens stenkol. I samband med gruvorna uppkom flera kraftverk, metallurgianläggningar och fabriker för maskinteknik.

## Vänorter
- Sacramento, USA (sedan 2007)
- Las Vegas, USA (2005)
- Lublin, Polen (2002)
- Magdeburg, Tyskland (2001)
- Skopje, Makedonien (1999)
- Cardiff, Storbritannien (1940)
- Ovar, Portugal